# Franck Senninger
Franck Senninger (né à Paris le 23 novembre 1955) est un écrivain et médecin, auteur de romans d'aventure, d’ouvrages de vulgarisation médicale et de psychologie. Il a reçu le Prix Littré du roman, le Prix du Rotary international, est sélectionné pour le Prix Tangente des Lycéens 2022 (Mythologos) et a obtenu le Prix Cesare Pavese de la nouvelle. Il est membre de l'Académie Littré et ancien président du jury français du Prix Cesare Pavese.
Franck Senninger écrit également sous le pseudonyme Franco Berneri-Croce. Il est journaliste sous ce nom dans la revue La Voce, le magazine des Italiens de France et a co-fondé le Cercle Leonardo da Vinci, et l'Alliance italienne universelle, des associations qui réunissent les fils et amis de l'Italie.
Il donne régulièrement des cours à l'Université Inter-Âge de Créteil et à l'Université Paris-Est Créteil.
Il est le petit-fils de Camillo Berneri, célèbre anarchiste, philosophe et écrivain italien, assassiné par les communistes staliniens durant la Guerre d'Espagne.

## Publications

### Romans
- Le Secret de Brocéliande (1999, Édition des Écrivains - Prix Littré 2000) sous le pseudonyme Franco Berneri-Croce
- La Malédiction des Orléans (2024, Anfortas), anciennement publié sous le titre La Belle à la Licorne, à mon seul désir (2005, Éditions Glyphe)
- L'Épervier du roi (2007, Éditions Glyphe)
- I.G. Intelligence Génétique (2013, Éditions Anfortas)
- Je m'appelle Aspasie (2015, Éditions Anfortas - Prix de l'Orvanne littéraire du Rotary international, sélectionné pour le Prix du Sénat, 2015)
- La Parfaite (2017, Éditions Anfortas)
- Mythologos (2020, Éditions Anfortas - Sélectionné pour le Prix Tangente des lycéens)
- Héritage sur ordonnance (2021, Anfortas)
- Arthur et la petite araignée, roman illustré pour les 6-8 ans sous le pseudonyme Franco Berneri-Croce, (2022, Anfortas)

### Recueil de nouvelles
- À mourir de rire (2016, Anfortas)

### Ouvrages de vulgarisation médicale
- Perdez du poids, pas le sourire… (1993, Éditions de l’Homme)
- Le poids et la forme après 40 ans (anciennement Le régime senior) (2008, Éditions du Dauphin)
- L’Enfant végétarien (2003, Éditions Jouvence)
- La boulimie, la faim sans fin (2004, Éditions Jouvence)
- L’anorexie, le miroir intérieur brisé (2004, Éditions Jouvence)
- L’Enfant obèse (2005, Éditions Jouvence)
- Le guide pratique des aliments qui entretiennent votre santé (2005, Édition du Dauphin - 2011, Éditions Marabout)
- Un cerveau efficace, les aliments à privilégier (2006, Éditions Jouvence)
- Un cœur en forme, les bonnes règles alimentaires (2007, Éditions Jouvence)
- Les bienfaits du chocolat (2008, Éditions Jouvence)
- Les vertus du chocolat (2017, réédition Jouvence)
- L'Ail et ses bienfaits (2009, 2025, Éditions Jouvence)
- Les incroyables vertus du café (2011, Éditions Jouvence)
- Abord clinique du sommeil (2011, Springer)
- Guide santé de l'enfant végétarien (2016, Jouvence)

### Ouvrages de psychologie
- Réussir, c'est permis (2010, Éditions Marabout - 2019 Éditions Anfortas)
- La manipulation pour tous (2025, Éditions Anfortas)